# Ramon Tremosa
Ramon Tremosa i Balcells (Barcelona, 30 de junio de 1965) es un político y economista español, de ideología nacionalista catalana. Fue diputado del Parlamento Europeo entre 2009 y 2019.

## Biografía
Nació el 30 de junio de 1965 en Barcelona. Ramon Tremosa es profesor titular de Teoría Económica de la Universidad de Barcelona, en la que es investigador en el Centro de Análisis Económico y de las Políticas Sociales (CAEPS). Se doctoró en la Universidad de Barcelona en 1999, con una tesis sobre el impacto de la política monetaria sobre los resultado empresariales en la manufactura catalana (1983-1995). Es especialista en financiación autonómica y defensor de la aplicación de un modelo similar al concierto económico vasco para Cataluña. Es miembro del Círculo de Estudios Soberanistas, un think tank de carácter independentista que estudia las vías que pudieran conducir a la independencia de Cataluña.
Militó durante 17 años, entre 1985 y 2002, primero en las juventudes de CDC y posteriormente en el propio partido, año en que lo abandonó en desacuerdo con los acuerdos que habían alcanzado CiU y el Partido Popular. Trabajó en la Secretaría General en la Consejería de Bienestar Social entre 1989 y 1991, en el periodo de gobierno de Jordi Pujol.
Partidario del independentismo, se mostró públicamente contrario al nuevo Estatuto de Autonomía de Cataluña (2006), adhiriéndose al manifiesto "Economistas por el no", al considerar que "no quedaba suficientemente garantizada la mejora en la financiación y la mejora de la inversión del Estado en infraestructuras". Todo ello no impidió que Artur Mas lo eligiese como cabeza de lista de Convergència Democràtica de Catalunya en las elecciones al Parlamento Europeo de 2009, siendo así el número uno de la candidatura Coalición por Europa, formada por Convergència (CDC) y Unió Democràtica de Catalunya (UDC), Convergència Democràtica de la Franja (CDF), el Partido Nacionalista Vasco (PNV), Bloc Nacionalista Valencià (Bloc), Unió Mallorquina, Unió Menorquina, Coalición Canaria y Partido Andalucista. La candidatura obtuvo tres eurodiputados y Tremosa obtuvo un escaño. 
En 2014, repitió como candidato de CDC, siendo de nuevo número uno de la candidatura Coalición por Europa, en esta ocasión formada por Convergència Democràtica de Catalunya (CDC), Unió Democràtica de Catalunya (UDC), el Partido Nacionalista Vasco (PNV), Coalición Canaria-Partido Nacionalista Canario (CC-PNC) y Compromiso por Galicia (CxG). La lista repitió resultados, con tres eurodiputados, permitiendo así la reelección de Tremosa. En la actualdiad es miembro de la Comisión de Asuntos Económicos y Monetarios y miembro de Delegación para las Relaciones con los Estados Unidos.
En fechas recientes Tremosa ha sido acusado en varias ocasiones de haber propagado bulos y noticias falsas o manipuladas con intencionalidad política. En noviembre de 2017 se hizo notorio por una fotografía que se hizo con el político belga Elio Di Rupo —instantánea a la que Tremosa acompañó de un comentario en la que agradecía a Di Rupo «sus críticas sobre la deriva autoritaria de Rajoy»—; horas después Elio Di Rupo contradijo a Tremosa y le corrigió por el uso político de dicha fotografía. En otra ocasión denunció el uso de la violencia por parte de la Policía española durante su actuación en Cataluña, utilizando para ellos imágenes que no correspondían a aquella jornada —llegó incluso a emplear la imagen de una manifestación estudiantil de Chile—.

## Obras
Ha escrito Estatut de Catalunya. Verdades contra mentiras, y es coautor de El expolio fiscal. Una asfixia premeditada, La financiación de las comunidades autónomas y La España de Aznar: 12 visiones del proyecto político del PP.